# Grankullstjärnarna (Vilhelmina socken, Lappland, 721342-149203)
Grankullstjärnarna är en sjö i Vilhelmina kommun i Lappland och ingår i Ångermanälvens huvudavrinningsområde. Grankullstjärnarna ligger i Marsfjället Natura 2000-område.